# Dislocazione di Aswa

Posizione della dislocazione di Aswa.

La dislocazione di Aswa (indicata anche come lineamento di Aswa o zona di deformazione di Aswa) è una zona di deformazione duttile ad andamento nord-ovest che corre a est del Lago Vittoria nell'Africa orientale.

## Estensione
La dislocazione risale al Precambriano ed è quindi molto più antica del Rift dell'Africa orientale. Si estende probabilmente verso nordovest fino al Darfur nel Sudan, forse lungo il Rift di Abu Gabra e forse anche verso sudest fino alla zona di faglia di Lindi sulla costa dell'Oceano Indiano, passando attraverso i centri vulcanici del Kilimangiaro e del Monte Elgon.

## Collegamento con il sistema di Rift dell'Africa orientale
La faglia sembra essersi parzialmente riattivata durante il Neogene nella sezione compresa tra il Rift Albertino e il Rift di Gregory, e lungo la sua estensione meridionale verso l'Oceano Indiano.
La sezione riattivata della dislocazione di Aswa mette in connessione il ramo orientale e quello occidentale del sistema di rift dell'Africa orientale. Sembra inoltre troncare il rift di Nyanza, che si estende in senso est-nordest dal lago Vittoria.
La sezione della dislocazione compresa tra i due rift, forma parte del confine tra la placca somala e la placca africana.